# NGC 6569
NGC 6569 (również GCL 91 lub ESO 456-SC77) – gromada kulista znajdująca się w gwiazdozbiorze Strzelca. Odkrył ją William Herschel 13 lipca 1784 roku. Jest położona w odległości ok. 35,55 tys. lat świetlnych od Słońca oraz 10,1 tys. lat świetlnych od centrum Galaktyki.